# Borkeld
Borkeld is een buurtschap en natuurgebied in de Nederlandse gemeente Rijssen-Holten. Het werd al in de achttiende eeuw beschreven, toen vormde het samen met Look een buurtschap.

## Natuurgebied
Het ca. 600 hectare grote natuurgebied De Borkeld van Staatsbosbeheer wordt van de buurtschap gescheiden door autosnelweg A1. Dit gebied strekt zich uit tussen de plaatsen Markelo, Holten en Rijssen. De Borkeld is een Natura 2000-gebied.
Natuurgebied De Borkeld bestaat uit jong bos, natte en droge heidevelden, leemkuilen, akkers, graslanden en een stukje hoogveen. Er ligt ook het grootste jeneverbesstruweel van Nederland. De productiebossen zijn tussen 1930 en 1950 aangeplant. Het terrein is glooiend: de hoogste top, de Friezenberg ligt op veertig meter, en het laagste punt op dertien meter boven de zeespiegel. Nabij Holten bevindt zich aan de Borkeldweg een informatiepunt van Staatsbosbeheer en IVN. Er zijn in het uitgestrekte gebied wandel- en fietsroutes uitgezet.
De Borkeld is ook een archeologisch reservaat. 13.000 jaar geleden waren hier al jager-verzamelaars actief. De bewijzen zijn door hen achtergelaten in de vorm van stenen bijlen, huidenschrapers en andere stenen werktuigen. De prehistorische grafheuvels en nederzettingsplaatsen die zijn onderzocht zijn bleken tussen de 6.000 en 4.000 jaar oud. In 1997 zijn door de toenmalige Rijksdienst voor het Oudheidkundig Bodemonderzoek een tiental grafheuvels gerestaureerd.
De leemkuilen in het gebied zijn ontstaan door leemwinning voor het maken van baksteen. Al in de 18e eeuw was hier een 'pannenbakkerij' gevestigd waarvan de producten in Twente verhandeld werden. De kuilen zijn vijf of meer meter diep, en door de specifieke omstandigheden is er een bijzondere plantengemeenschap ontstaan.
Autosnelweg A1 is door het gebied aangelegd in de jaren 1970 van de vorige eeuw. Op aandrang van natuurbeschermers werd rekening gehouden met de bijzondere natuurwaarde van een jeneverbesveld. De weg maakt daarom een bocht ten zuiden van Rijssen. Op dezelfde plek werd in 2003 een dierpassage (ecoduct) over de snelweg aangelegd, met er naast een oversteek voor wandelaars en fietsers.

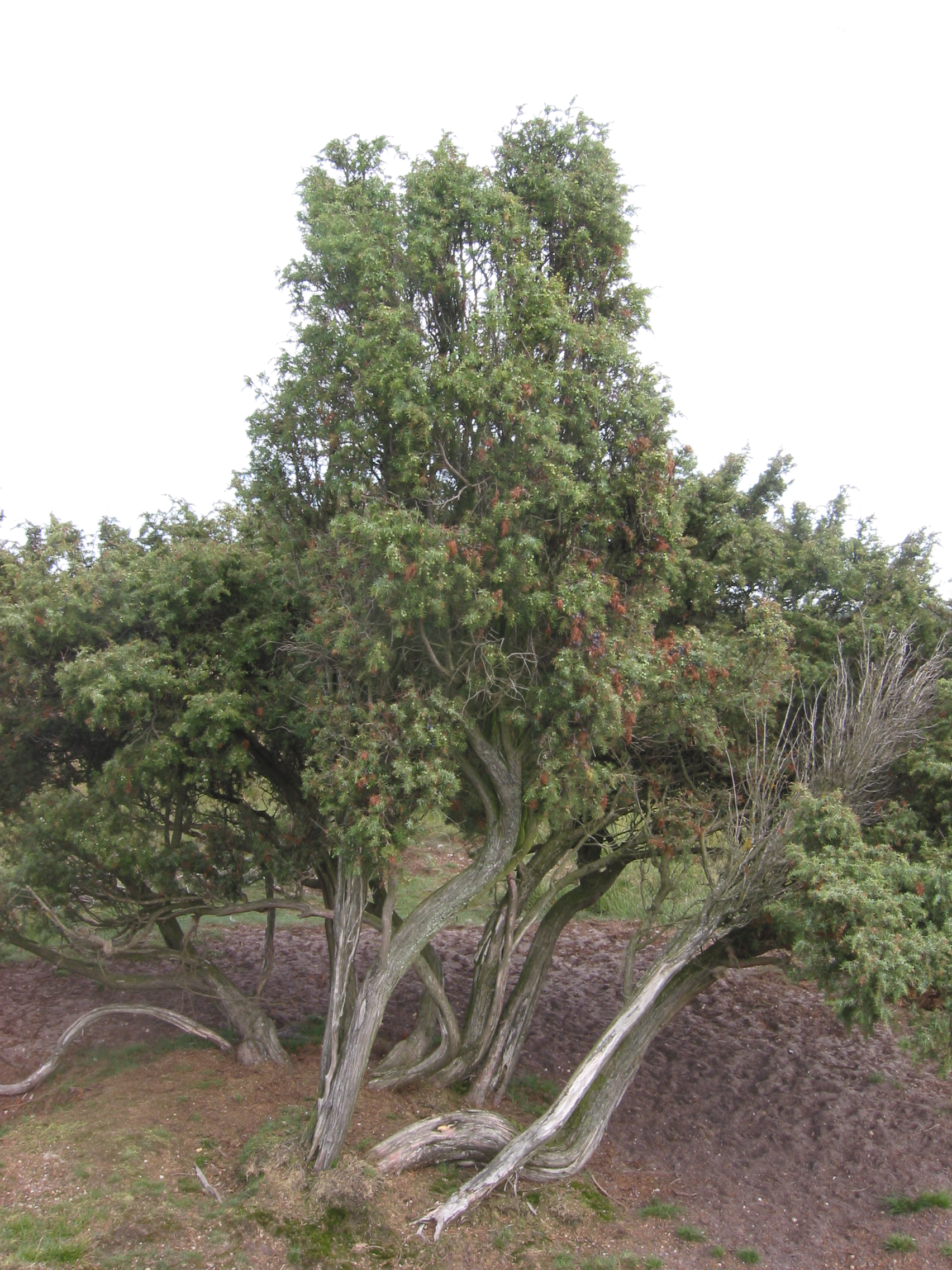
Jeneverbesstruik
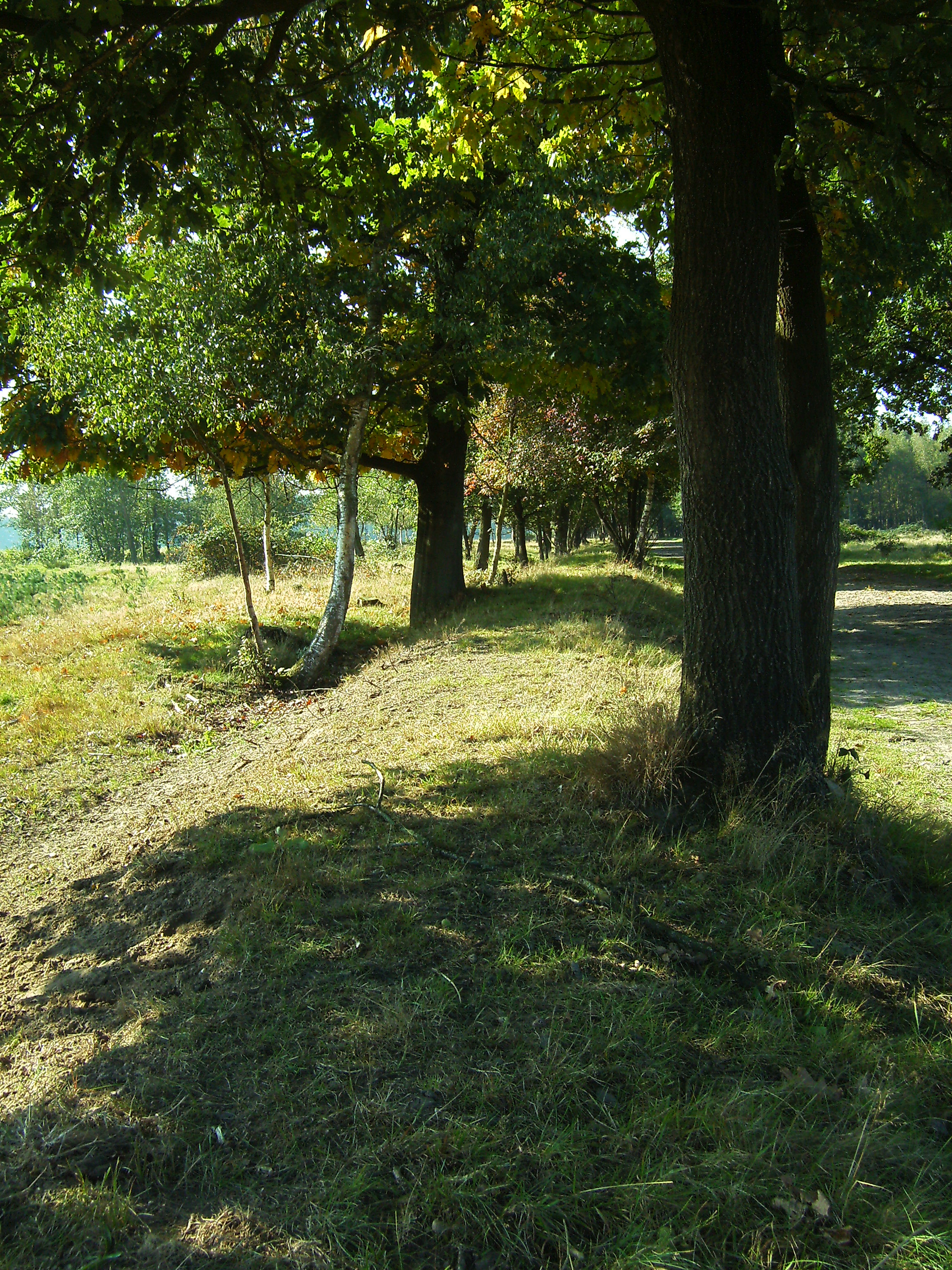
De landweer die door de Borkeld loopt
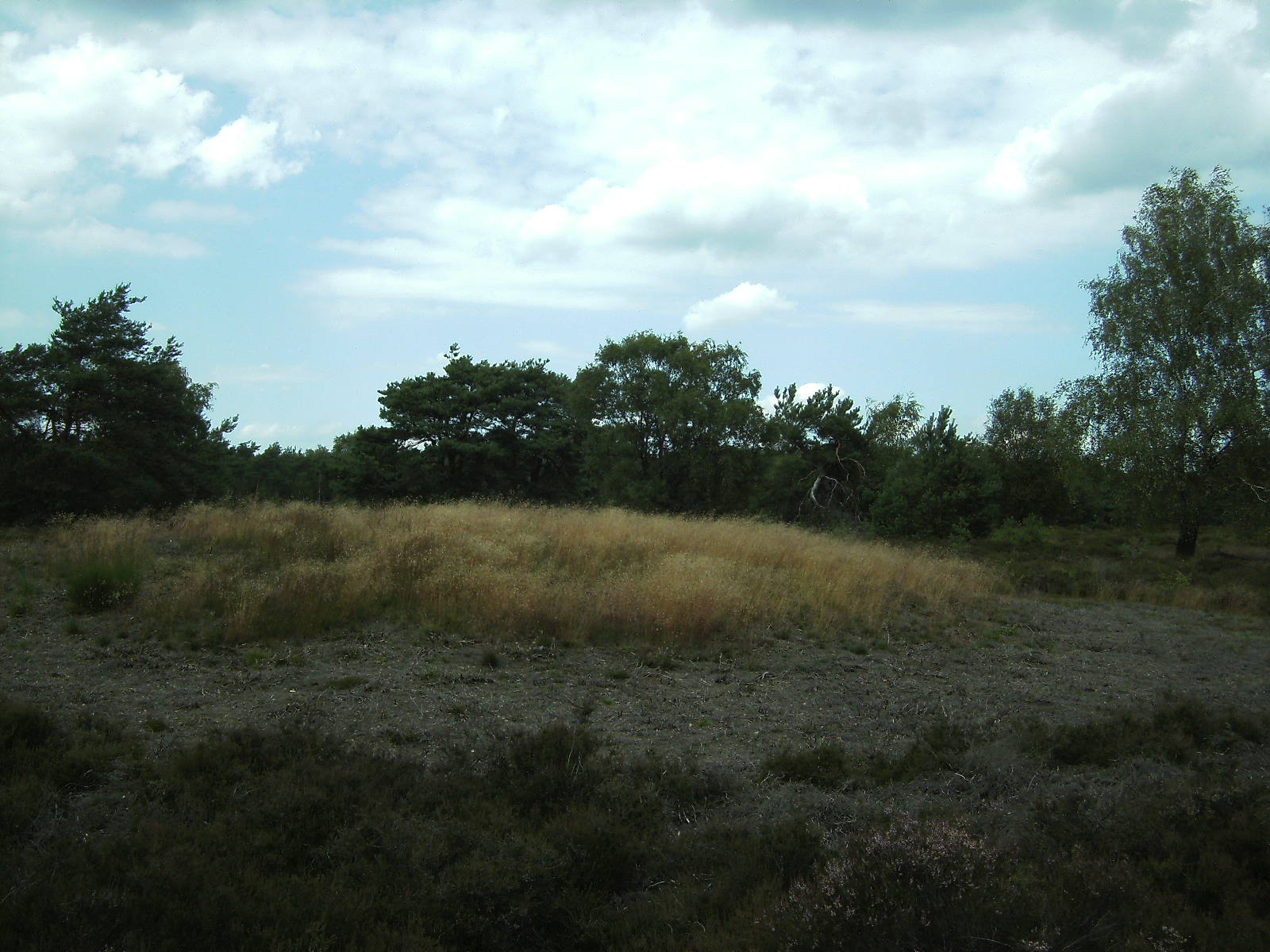
Grafheuvel bij de Veenweg

Aamsveen (gebiedsnummer 55)
· Abdij Lilbosch & voormalig Klooster Mariahoop (151)
· Abtskolk & De Putten (162)
· Achter de Voort, Agelerbroek & Voltherbroek (47)
· Arkemheen (56) 
· Bakkeveense Duinen (17)
· Bargerveen (33)
· Bekendelle (63)
· Bemelerberg & Schiepersberg (156)
· Bergvennen & Brecklenkampse Veld (46)
· Biesbosch (112)
· Binnenveld (voorheen Bennekomse Meent) (65)
· Boddenbroek (52)
· Het Bossche Broek (132)
· Boetelerveld (41)
· Boezems Kinderdijk (106)
· Borkeld (44)
· Boschhuizerbergen (144)
· Botshol (83)
· Brabantse Wal (128)
· Broekvelden, Vettenbroek & Polder Stein (104)
· Bruine Bank (168)
· Brunssummerheide (155)
· Bunder- en Elslooërbos (153)
· Buurserzand & Haaksbergerveen (53)
· Canisvlietse Kreek (125)
· Coepelduynen (96)
· De Bruuk (69)
· Deelen (14)
· De Alde Feanen (13)
· De Wilck (102)
· Deurnsche Peel & Mariapeel (139) 
· Dinkelland (49)
· Doggersbank (164)
· Donkse Laagten (107)
· Drents-Friese Wold & Leggelderveld (27)
· Drentsche Aa-gebied (25)
· Drouwenerzand (26)
· Duinen Ameland (5) 
· Duinen Den Helder-Callantsoog (84)
· Duinen en Lage Land Texel (2) 
· Duinen Goeree & Kwade Hoek (101) 
· Duinen Schiermonnikoog (6) 
· Duinen Terschelling (4) 
· Duinen Vlieland (3) 
· Dwingelderveld (30)
· Eemmeer & Gooimeer Zuidoever (77)
· Eilandspolder (89)
· Elperstroomgebied (28)
· Engbertsdijksvenen (40) 
· Fochteloërveen (23)
· Friese Front (166)
· Gelderse Poort (67)
· Geleenbeekdal (154)
· Geuldal (157)
· Grensmaas (152)
· Grevelingen (115)
· Groot Zandbrink (80)
· Groote Gat (124)
· Groote Peel (140) 
· Groote Wielen (9)
· Haringvliet (109)
· Holtingerveld (29)
· Hollands Diep (111)
· IJsselmeer (72)
· Ilperveld, Varkensland, Oostzanerveld & Twiske (92)
· Kampina & Oisterwijkse Vennen (133)
· Kempenland-West (135)
· Kennemerland-Zuid (88)
· Ketelmeer & Vossemeer (75)
· Klaverbank (165)
· Kolland en Overlangbroek (81)
· Kop van Schouwen (116)
· Korenburgerveen (61)
· Krammer-Volkerak (114)
· Kunderberg (158)
· Landgoederen Brummen (58)
· Landgoederen Oldenzaal (50)
· Langstraat (130)
· Lauwersmeer (8)
· Leekstermeergebied (19)
· Leenderbos, Groote Heide & De Plateaux (136)
· Lemselermaten (48)
· Lepelaarplassen (79)
· Leudal (147)
· Liefstinghsbroek (21)
· Lingegebied en Diefdijk Zuid (70)
· Loevestein, Pompveld & Kornsche Boezem (71)
· Lonnekermeer (51)
· Leemkuilen (131)
· Loonse en Drunense Duinen (131)
· Maasduinen (145)
· Maas bij Eijsden (167)
· Manteling van Walcheren (117)
· Mantingerbos (31)
· Mantingerzand (32)
· Markermeer & IJmeer (73)
· Markiezaat (127)
· Meijendel & Berkheide (97)
· Moerputten (132)
· Meinweg (149)
· Naardermeer (94)
· Nieuwkoopse Plassen & De Haeck (103)
· Noorbeemden & Hoogbos (161)
· Noordhollands Duinreservaat (87)
· Noordzeekustzone (7) 
· Norgerholt (22)
· Oeffelter Meent (141)
· Olde Maten & Veerslootslanden (37)
· Oostelijke Vechtplassen (95)
· Oosterschelde (118)
· Oostvaardersplassen (78)
· Oude Maas (108)
· Oudegaasterbrekken, Fluessen en omgeving (10)
· Oudeland van Strijen (110)
· Polder Westzaan (91)
· Polder Zeevang (93)
· Regte Heide & Riels Laag (134)
· Roerdal (150)
· Rottige Meenthe & Brandemeer (18)
· Sallandse Heuvelrug (42)
· Sarsven en De Banen (146)
· Savelsbos (160)
· Schoorlse Duinen (86)
· Sint-Jansberg (142)
· Sint Pietersberg & Jekerdal (159)
· Sneekermeergebied (12)
· Solleveld & Kapittelduinen (99)
· Springendal & Dal van de Mosbeek (45)
· Stelkampsveld (60)
· Strabrechtse Heide & Beuven (137)
· Swalmdal (148)
· Teeselinkven (59)
· Uiterwaarden IJssel (38)
· Uiterwaarden Lek (82)
· Uiterwaarden Neder-Rijn (66)
· Uiterwaarden Waal (68)
· Uiterwaarden Zwarte Water en Vecht (36)
· Ulvenhoutse Bos (129)
· Van Oordt's Mersken (15)
· Vecht- en Beneden-Reggegebied (39)
· Veerse Meer (119)
· Veluwe (57)
· Veluwerandmeren (76)
· Vlakte van de Raan 163)
· Vlijmens Ven (132)
· Vogelkreek (126)
· Voordelta (113) 
· Voornes Duin (100) 
· Waddenzee (1) 
· Weerribben (34)
· Weerter- en Budelerbergen & Ringselven (138)
· Westduinpark & Wapendal (98)
· Westerschelde & Saeftinghe (122)
· Wieden (35)
· Wierdense Veld (43)
· Wijnjeterper Schar (16)
· Willinks Weust (62)
· Witte en Zwarte Brekken (11)
· Witte Veen (54)
· Witterveld (24) 
· Wooldse Veen (64)
· Wormer- en Jisperveld & Kalverpolder (90)
· Yerseke en Kapelse Moer (121)
· Zeldersche Driessen (143)
· Zoommeer (120)
· Zouweboezem (105)
· Zuidlaardermeergebied (20)
· Zwanenwater & Pettemerduinen (85)
· Zwarte Meer (74)
· Zwin & Kievittepolder (123)
Stad: Rijssen      Dorp: Holten

Buurtschappen: Beuseberg · Borkeld · Dijkerhoek · Espelo · Holterbroek · Ligtenberg · Look · Neerdorp

Overijssel · Steden en dorpen in Overijssel      Nederland · Provincies · Gemeenten